# Cibel/Saison 2014
Dieser Artikel listet Erfolge und Fahrer des Radsportteams Cibel in der Saison 2014 auf.

## Erfolge in der UCI Europe Tour
Bei den Rennen der UCI Europe Tour im Jahr 2014 gelangen dem Team nachstehende Erfolge.
| Datum      | Rennen          | Kat. | Fahrer        |
| ---------- | --------------- | ---- | ------------- |
| 30. August | Top Compétition | 1.2  | Oliver Naesen |

## Mannschaft
| Name                               | Geburtstag         | Nationalität       | Team 2013                          |
| ---------------------------------- | ------------------ | ------------------ | ---------------------------------- |
| Kevin Callebaut                    | 16. Oktober 1991   | Belgien            | Neoprofi                           |
| Bjorn De Decker                    | 10. Oktober 1988   | Belgien            | Start-Trigon Cycling Team          |
| Thomas Gibbons                     | 16. Dezember 1989  | Vereinigte Staaten | Neoprofi                           |
| Kenny Goossens                     | 4. März 1991       | Belgien            | Neoprofi                           |
| Kristoff Heyns                     | 30. August 1976    | Belgien            | Neoprofi                           |
| Martynas Maniūšis                  | 16. August 1989    | Litauen            | Doltcini-Flanders                  |
| Fabrice Mels                       | 17. August 1992    | Belgien            | Neoprofi                           |
| Oliver Naesen                      | 16. September 1990 | Belgien            | Neoprofi                           |
| Matthias Ongena                    | 22. Mai 1989       | Belgien            | Neoprofi                           |
| Thomas Ongena                      | 22. Oktober 1980   | Belgien            | Profel Continental Team (2009)     |
| Robert Polak 1                     | 17. August 1994    | Niederlande        | Neoprofi                           |
| Marc Ryan (von 1. Mai bis 1. Juli) | 14. Oktober 1982   | Neuseeland         | Scotty Browns-Vision Systems       |
| Niels Schittecatte                 | 13. November 1992  | Belgien            | Colba-Superano Ham                 |
| Guy Smet                           | 4. Februar 1972    | Belgien            | Neoprofi                           |
| Mathias Van Holderbeke             | 18. Dezember 1992  | Belgien            | Doltcini-Flanders                  |
| Arne Van Snick                     | 15. Februar 1992   | Belgien            | Donckers Koffie-Jelly Belly (2011) |
| Jori Van Steenbergen               | 9. Oktober 1991    | Belgien            | Neoprofi                           |